# DIN 277
Die DIN 277 ist eine einheitliche Beurteilungs- und Berechnungsgrundlage für die Ermittlung von Grundflächen und Rauminhalten von Bauwerken oder Teilen davon im Hochbau. Sie ist Grundlage für die Ermittlung der Kosten nach DIN 276 (Projektkosten und Honorarberechnung nach HOAI).

## Geschichte
Die Norm wurde 1934 erstmals als DIN 277 veröffentlicht. Eine Auftrennung wurde 1973 durch Umbenennung in DIN 277-1 vorbereitet und 1981 mit Erscheinen der DIN 277-2 vollzogen und 2005 durch DIN 277-3 erweitert.
2016 wurden die ersten beiden Teile gekürzt und als DIN 277-1 wieder zu einem Teil zusammengefasst. Die DIN 277-3 wurde 2018 in DIN 276 übernommen.

## Bedeutung
Die DIN 277 legt die Regeln für die Berechnung von Grundflächen- und Rauminhalten von Bauwerken fest. Diese Grundflächen- und Rauminhalte dienen in erster Linie der Ermittlung der Bauwerkskosten nach DIN 276, werden aber teilweise auch für die Ermittlung von Miet- und Kaufpreisen verwendet. Sie werden ferner dazu verwendet, die Nutzungsfähigkeit und die Wirtschaftlichkeit verschiedener Gebäude miteinander zu vergleichen. Zudem wird die Gliederung der Nutzflächen nach Gruppen unterschiedlicher Nutzungsarten beschrieben und Beispiele für die Zuordnung von Räumen und Flächen zu den einzelnen Nutzungsarten gegeben.
Die bauplanungsrechtlich zulässige Baufläche eines Bauvorhabens beurteilt sich dagegen nach § 19, § 20 BauNVO. Für öffentlich geförderten Wohnraum, aber auch den Großteil von Wohnobjekten, auf die das Wohnraumförderungsgesetz nicht anwendbar ist, gilt die Wohnflächenverordnung (WoFIV). Die danach ermittelte Wohnfläche dient statistischen Zwecken sowie zur Darstellung der vermiet- oder verkaufbaren Fläche gegenüber dem Bauherrn. Die Ermittlung nach der WoFIV weicht erheblich von der DIN 277 ab.
Die Richtlinie zur Berechnung der Mietfläche für gewerblichen Raum der Gesellschaft für Immobilienwirtschaftliche Forschung (gif) knüpft dagegen an die Begriffe und Wesenszüge der DIN 277 an.  Sie verwendet den Flächenvorrat (BGF) der DIN 277 und legt fest, welche dieser Flächen Mietflächen sind und welche nicht.

## Flächen- und Rauminhalte nach DIN 277:2021: Begriffe
| Begriff                                 | Abk. | Erläuterung |
| --------------------------------------- | ---- | --- |
| Flächen                                 |      | |
| Brutto-Grundfläche                      | BGF  | Netto-Raumfläche + Konstruktionsgrundfläche |

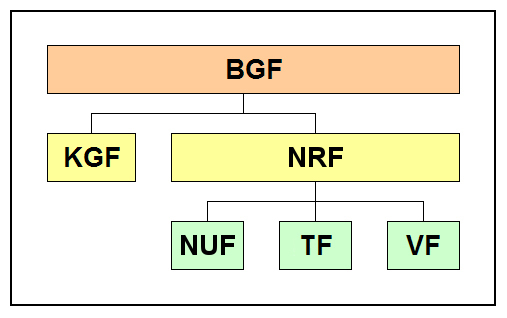
Aufteilung der Grundfläche nach DIN 277:2021

| Netto-Raumfläche                        | NRF  | Nutzungsfläche + Technikfläche + Verkehrsfläche |
| Nutzungsfläche (bis 2016 Nutzfläche NF) | NUF  | Summe der Grundfläche mit Nutzungen (derjenige Teil der NRF, der der Nutzung des Bauwerks aufgrund seiner Zweckbestimmung dient). |
| Technikfläche                           | TF   | Derjenige Teil der NRF, der für die technischen Anlagen zur Ver- und Entsorgung des Bauwerks dient. Wenn die Unterbringung betriebstechnischer Anlagen zur Versorgung anderer Bauwerke Zweckbestimmung ist (Bsp. Heizhaus), sind die dafür erforderlichen Grundflächen NUF.                                           |
| Verkehrsfläche                          | VF   | Derjenige Teil der NRF, der dem Zugang zu den Räumen, dem Verkehr innerhalb des Bauwerks und auch dem Verlassen im Notfall dient. Bewegungsflächen innerhalb von Räumen zählen nicht dazu. |
| Konstruktions-Grundfläche               | KGF  | Summe der aufgehenden Bauteile aller Grundrissebenen eines Bauwerks (Wände, Stützen, Pfeiler, …). Auch die Grundflächen von Schornsteinen, nicht begehbaren Schächten, Türöffnungen, Nischen und Schlitzen zählen zur KGF.                                                                                            |
| Grundstücksfläche                       | GF   | Fläche, die durch die Grundstücksgrenzen gebildet wird und die im Liegenschaftskataster sowie im Grundbuch ausgewiesen ist. |
| Bebaute Fläche                          | BF   | Teilfläche der Grundstücksfläche (GF), die durch ein Bauwerk oberhalb der Geländeoberfläche überbaut oder überdeckt oder unterhalb der Geländeoberfläche unterbaut ist. Bei Bedarf kann diese Teilfläche gesondert als BF 1 (überbaut, ggfls. zusätzlich unterbaut) und BF 2 (nur unterbaut) ausgewiesen werden.      |
| Unbebaute Fläche                        | UF   | Teilfläche der Grundstücksfläche (GF), die weder durch Bauwerke überbaut bzw. überdeckt noch unterbaut ist. |
| Außenanlagenfläche                      | AF   | Teilfläche der Grundstücksfläche (GF), die nicht überbaut ist; im Gegensatz zur Unbebauten Fläche (UF) gehören also auch unterbaute und überdeckte Flächen dazu. |
| Rauminhalte                             |      | |
| Brutto-Rauminhalt                       | BRI  | Ist als „Gesamtheit der Rauminhalte eines Bauwerks oder eines Geschosses, das sich in NRI und KRI gliedert“ definiert. Er wird von den äußeren Begrenzungsflächen des Bauwerks umschlossen, die von den Gründungsflächen, den Außenwänden und den Dächern gebildet werden. Er ist die Maßzahl für das Gebäudevolumen. |
| Netto-Rauminhalt                        | NRI  | Dazu rechnen die Rauminhalte aller Räume des Bauwerks, deren Grundflächen zur Netto-Raumfläche (NRF) gehören. |
| Konstruktions-Rauminhalt                | KRI  | Differenz zwischen Brutto- und Netto-Rauminhalt. |

Die Außenanlagenflächen können analog zur Systematik der Kostengruppe 500 nach DIN 276-1 weiter differenziert werden.

## Vergleich DIN 277 Ausgaben 2005 und 2016
Gegenüber DIN 277-1:2005-02 und DIN 277-2:2005-02 wurden gemäß Vorwort der Norm folgende Änderungen vorgenommen:
1. DIN 277-1 und DIN 277-2 wurden gekürzt und zu einem Teil zusammengefasst;
2. der Titel der Norm wurde geändert, um zukünftig weitere Normenteile für andere Bereiche des Bauwesens ergänzen zu können;
3. der Anwendungsbereich der Norm wurde neu formuliert und gegenüber anderen Bereichen im Bauwesen und im Facility Management abgegrenzt;
4. die Regelungen der Norm wurden DIN EN 15221-6 angepasst; dabei wurden u. a. die bisherigen Begriffe „Technische Funktionsfläche“ in „Technikfläche“ und „Netto-Grundfläche“ in „Netto-Raumfläche“ sowie der bisherige Begriff „Nutzfläche“ in „Nutzungsfläche“ umbenannt;
5. die Norm wurde redaktionell überarbeitet und neu gegliedert;
6. die Gliederung der Grundflächen des Bauwerks wurde vereinfacht und auf zwei Gliederungsebenen reduziert;
7. auf die Festlegung von Mengen und Bezugseinheiten für Kostengruppen nach DIN 276 wurde verzichtet, damit diese Sachverhalte in der DIN 276 selbst geregelt werden können;
8. für Grundflächen des Grundstücks wurden Begriffe und Ermittlungsregeln festgelegt;
9. die Regelung über Bereiche unterschiedlicher Raumumschließung wurde vereinfacht.
10. zusätzlich zu erwähnen ist: a) Der Begriff Netto-Grundfläche wird sowohl in der DIN 277 (2005) als auch in der DIN 277-1 (2016) verwendet, allerdings mit unterschiedlicher Flächendefinition. b) Für die Zuordnung von Grundflächen der Aufzugs- und Installationsschächte wird das Kriterium „begehbar“ neu eingeführt.

## Vergleich DIN 277 Ausgaben 1987 und 2005

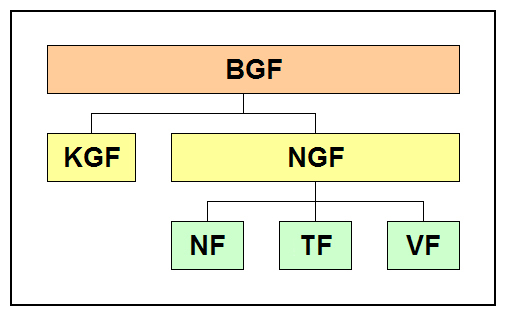
Aufteilung der Grundfläche nach DIN 277:2005

Die DIN 277:2005 hat einige Neuerungen im Vergleich zu den Vorgängerversionen eingeführt, die auch die o. a. Definitionen betreffen, so u. a.:
1. die Funktionsfläche (FF) heißt jetzt Technische Funktionsfläche (TF)
2. Aufnahme des Konstruktions-Rauminhalts (KRI), der die Rauminhalte von abgehängten Decken, Doppelböden, mehrschaligen Fassaden, Installationskanälen und -schächten mit einem lichten Querschnitt bis 1 m² einschließt
3. die getrennte Ermittlung von Grundflächen bis/über 1,50 m Höhe entfällt
4. es wurden Mindestabmessungen definiert für Installationskanäle und -schächte (bzgl. Netto-Grundfläche bzw. Konstruktions-Grundfläche)
5. der Begriff „Nutzungsgruppe“ (Zusammenfassung einzelner Grundflächen und Räume mit gleichartigen Nutzungen) wurde eingeführt
6. die Unterscheidung zwischen Hauptnutzflächen (HNF) und Nebennutzflächen (NNF) entfällt. Dafür wurde eine 7. Nutzflächenkategorie mit der Bezeichnung „Sonstige Nutzungen“ eingeführt. Diese beinhaltet nun die Flächen, welche vormals unter dem Begriff Nebennutzflächen aufgeführt wurden.

Die Nutzflächen wurden nach der DIN 277:2005 in sieben Nutzflächen (kurz NF) unterteilt und nach ihren Funktionen gegliedert:
1. Wohnen und Aufenthalt
2. Büroarbeit
3. Produktion, Hand- und Maschinenarbeit, Experimente
4. Lagern, Verteilen und Verkaufen
5. Bildung, Unterricht und Kultur
6. Heilen und Pflegen
7. Sonstige Nutzungen

## Synopse zum BWZK

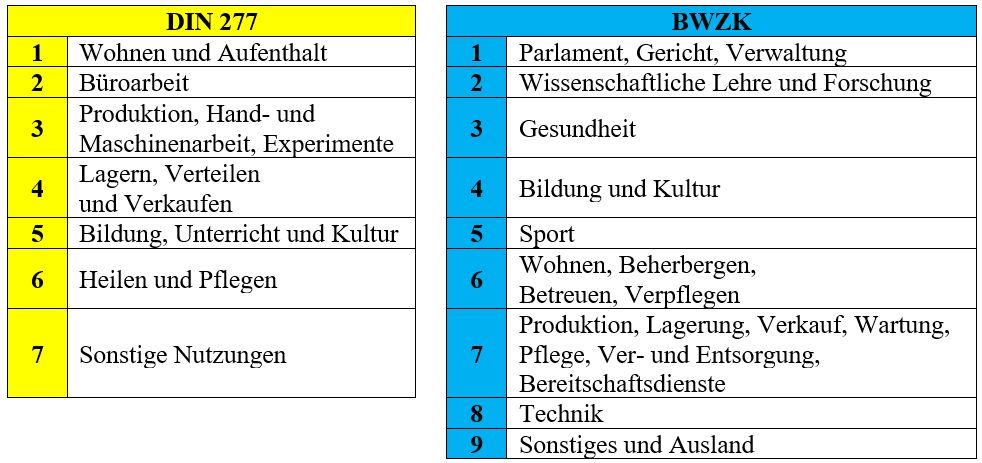
Synopse zwischen DIN 277 und BWZK

Der Bauwerkszuordnungskatalog (BWZK) wurde in den 1970er Jahren von der Zentralstelle für Bedarfsbemessung und Wirtschaftliches Bauen (mit Sitz in Freiburg) im Auftrag des Bundes und der Länder entwickelt. Er stellt insbesondere für Bund und Länder eine deutlich sinnvollere Alternative zur DIN 277 dar, weil die Bereiche „Arbeit“ und „Bildung, Unterricht und Kultur“ deutlich funktionaler und feiner aufgeschlüsselt als in der DIN 277 sind.